# Monodelphis adusta
Monodelphis adusta är en art i familjen pungråttor som förekommer i Panama och norra Sydamerika.
Habitatet utgörs av olika sorters skogar upp till 2 200 meter över havet och ibland av gräsmarker i låglandet. Djuret vistas på marken och äter ryggradslösa djur. Arten vistas ibland i människans närhet men är trots allt sällsynt.
Individerna når en kroppslängd (huvud och bål) av 74 till 107 mm, en svanslängd av 53 till 66 mm och en vikt av cirka 35 g. Bakfötterna är 15 till 17 mm långa och öronen 11 till 15 mm stora. Kroppen är täckt av kort och mjuk päls. Den är på rumpan och på låren nästan svart och på kroppssidorna mera rödbrun. På den mörkbruna svansen förekommer några glest fördelade hår.
Pälsen är mörkbrun och har till skillnad av andra arter från släktet inga strimmor på bålen. Arten beskrevs först som Peramys adustus men flyttades senare till släktet Monodelphis. Arten Monodelphis peruviania som beskrevs 1913 betraktas idag som underart till M. adustus. Populationer på västra sidan av Anderna föreställer enligt två studier från 2007 respektive 2013 en egen art, Monodelphis melanops.
I artens utbredningsområde ligger flera naturskyddsområden och djuret listas av IUCN som livskraftig (least concern).